# セルフディフェンスビクス
セルフデフェンスビクスは、高橋華王が開発したエクササイズ。古武道の動きをベースに、護身術と身体活動による健康づくり双方を目指しているという。健康科学や運動疫学に関する研究者の視点から考案された点を特徴とする。元は健康回復手掌（テジカラ）法（高橋の高弟宇津志建が継承）。

## 特徴
米国で考案されたエアロビクスは個々の、もしくは同じ作用や機能をもついくつかの筋肉群の伸縮運動が基本となるが、それに対してセルフディフェンスビクスは異なる作用の筋肉群を一体として動かす動作が基本となっている。言い換えると、エアロビクスは筋肉や機能単位での動作であることに対し、セルフディフェンスビクスは日常動作を基本としている。そのため、動作に無理がなく、筋肉痛や筋肉の炎症といった副作用も生じにくいとされている。
柔能制剛といった日本古来の古武道の基本精神以外にも中国・韓国の武道術技や行法からも、考え方や動作を取り入れているという。

## 関連人物
- 高橋華王 - セルフディフェンスビクスの発案者。
- 初見良昭 - セルフディフェンスビクスの発案に影響与えた。
- 宮本武蔵 - セルフディフェンスビクス発案の根拠を与えた。
- 宇津志建 - 柳生潜流宗家。